# Artur Dubravčić
Artur Dubravčić, né le 15 septembre 1894 à Vrbovsko (en Croatie, alors en Autriche-Hongrie) et mort le 14 mars 1969 à Zagreb, est un footballeur international yougoslave. Il évolue comme milieu de terrain.

## Biographie
Étudiant à Karlovac, Dubravčić est un des joueurs fondateurs du ŠK Olimpija Karlovac en 1908. Pendant la Première Guerre mondiale, il déménage à Zagreb et rejoint le HŠK Concordia où il va réaliser toute sa carrière de footballeur.
Dubravčić est capitaine de l'équipe de Yougoslavie pour son premier match, aux Jeux olympiques de 1920, et marque lors du deuxième match, face à l'Égypte, le premier but de l'histoire de la sélection. Il dispute, comme capitaine, neuf des dix premiers matchs de la sélection entre 1920 et 1924, puis arrête.
À sa retraite sportive, il devient arbitre, journaliste sportif (pour Sportske novosti et Politika) puis dirigeant. Il meurt en 1969, peu de temps avant le cinquantenaire de la fédération yougoslave.